# Аксум (аэропорт)
Аксу́мский аэропо́рт — аэропорт в городе Аксуме в Эфиопии (ИАТА: AXU, ИКАО: HAAX). Расположенный на высоте 2108 метров над уровнем моря, аэропорт располагает одной асфальтированной взлётно-посадочной полосой длиной 2400 метров и шириной 45 метров. Аэропорт может принимать очень крупные самолёты, такие как Ан-124, доставивший Аксумский обелиск обратно из Италии в 2005 году.

## Обслуживание рейсов
- Ethiopian Airlines (Ында-Сылласе, Лалибэла)